# Turó d'en Verdura
El Turó d'en Verdura és una muntanya de 184 metres que es troba al municipi de Sant Iscle de Vallalta, a la comarca del Maresme.